# Silvia Saint
Silvie Tomčalová (Kyjov, Moravia Meridional; 12 de febrero de 1976), conocida como Silvia Saint, es una actriz pornográfica y modelo de glamour checa retirada. Su carrera profesional se desarrolló principalmente entre 1996 y 2000. Su carrera cinematográfica se dividió entre Europa y los Estados Unidos.

## Carrera profesional
Silvia Saint inició su carrera en 1996 cuando su entonces novio la animó a presentarse a un casting para una película pornográfica estadounidense. Entonces hizo su debut como actriz en la producción Lee Nover: Search for the Perfect Breasts. Ese mismo año la actriz se convierte en una Penthouse Pets (pet en inglés significa mascota) de Penthouse checa. Dos años más tarde sería elegida también como la mascota Penthouse Estados Unidos. Posteriormente compartió set de rodaje con estrellas masculinas del cine pornográfico, como Rocco Siffredi, Nacho Vidal, Evan Stone, Mark Davis, Mr. Marcus, Lexington Steele, David Perry o Hakan Serbes, entre otros.
Las primeras películas de Sylvia Saint se rodaron en Europa, la mayoría de ellas para Private Media Group. Tras emigrar a los Estados Unidos, donde permaneció tres años. Junto a Monica Sweetheart, Lea De Mae y Daniella Rush, ganó notoriedad en la industria pornográfica bajo el nombre del "equipo de ensueño checo".
En marzo de 2001, anunció oficialmente que abandonaría la industria del porno y se mudó a Praga, en su natal República Checa. Sin embargo, en 2005 se anunció su retorno a la industria con la película Private Chateau en una escena junto a Cristina Bella. Silvia Saint manifestó que a partir de entonces sólo haría escenas lésbicas.

## Premios
- 1996: Penthouse "Pet of the Year" in the Czech edition of the magazine[5]
- 1997: People's Choice Adult Award "Best Newcomer"[6]
- 1997: AVN Award "Best Tease Performance"[7]
- 1998: Penthouse "Pet of the Month", octubre[8]
- 2000: Hot d'Or "Best Tease Performance"[9]
- 2000: Hot d'Or "Best European Supporting Actress" for "Le Contrat des Anges"[10]
- 2004: FICEB "Ninfa Best Actress"
- 2005: FICEB "Ninfa from the public" to the best actress